# 科爾多瓦麗脂鯉
科爾多瓦麗脂鯉，為輻鰭魚綱脂鯉目脂鯉亞目脂鯉科的其中一個種，被IUCN列為易危保育類動物，為熱帶淡水魚，分布於南美洲阿根廷西部Primero河流域，棲息在底中層水域，生活習性不明。

## 扩展阅读
維基物種上的相關：科爾多瓦麗脂鯉